# Bali
Bali je otok v indonezijskem arhipelagu in upravna provinca Republike Indonezije. Glavno mesto otoka in province je Denpasar. Na Baliju živi okrog 4,3 milijona prebivalcev, ki so za razliko od večine Indonezijcev, ki so muslimani, hinduisti. Govorijo enak jezik kot ostali Indonezijci, indonezijščino. Otok je znan po svojskih verskih obredih, templjih in plesih, vsaj od 70-tih let 20. stoletja pa tudi po turizmu.

## Geografija
Bali je pretežno gorat otok vulkanskega izvora s površino 5561 km². Najvišji vrh je Gunung Agung (3142 m) na vzhodnem delu otoka. Vulkana sta delno še aktivna (Batur, 1994; Agung, 2017), v ugaslih kraterjih pa so nastali jezeri (Bratan, Batur).
Otok leži v Malem Sundskem otočju med Javo na zahodu in Lombokom na vzhodu. Zahodni gorati del je narodni park in je le redko poseljen. Največ ljudi živi v južnem priobalnem pasu, ki se le počasi dviguje proti vznožju vulkanov.

## Upravna razdelitev
Upravna provinca Bali je razdeljena na glavno mesto (Denpasar) in 8 pokrajin oz. upravnih območij (regencies): Badung, Bangli, Buleleng, Gianyar, Jembrana, Karangasem, Klungkung in Tabanan.
Zunaj največjih mest je vsakdanje življenje še vedno vezano na vaške skupnosti, ki se delijo na manjše enote z imenom banjar.

## Podnebje
Bali ima dokaj značilno tropsko podnebje z visokimi temperaturami in zračno vlago, vseeno pa se nakazujeta dva letna časa. Najhladnejši mesec je julij, ko so dnevne temperature okrog 27 °C, nočne pa lahko tudi do 5 stopinj nižje. Padavin je takrat manj kot pozimi, ko so najvišje dnevne temperature okrog 32 °C, padavin pa je več (vrh padavin je januarja in februarja). Vseeno lahko dežuje skoraj vsak dan ne glede na letni čas, le da so pozimi padavine bolj obilne. Najsušnejši del otoka je skrajni jug (polotok Bukit), poleti pa je precej sušno tudi na severovzhodni obali. Notranjost otoka dobi zaradi gora več padavin kot nižinski deli Balija.

## Kultura
Zaradi prevladujoče religije (hinduizem), ki je drugačna od tiste v ostali Indoneziji, zaradi zgodovinske navezanosti na stara javanska kraljestva in sorazmerne izoliranosti otoka v preteklosti, je Bali znan po mnogih kulturnih posebnostih. Balijski gamelan (tradicionalni orkester) ima drugačen zvok in ritme od javanskega, pa tudi plesi so drugačni od tistih, ki so značilni za Javo. Slikarstvo je bilo stoletja vezano na prikaze bogov, v prvi polovici 20. stoletja pa se je pod vplivov evropskih slikarjev, ki so se za dalj časa naselili na otoku, zelo razmahnilo tako po temah, ki jih obravnava, kot po številu slikarjev. Rezbarstvo v lesu in kamnu je še vedno dobro razvito kot tudi umetna obrt (spominki).

## Turizem
Prvi tuji obiskovalci otoka, ki niso prišli zaradi trgovanja ali kot zavojevalci, so na Bali prišli v času pred 2. svetovno vojno. Zaradi negotovih političnih razmer se je turizem začel razvijati šele v začetku 70-tih let 20. stoletja in to na južnem delu otoka v vasi Kuta, ki ima (je imel) eno najlepših plaž na otoku. Najprej se je razvijal popotniški turizem, konec 70-tih let pa so zgradili prve velike hotele za premožnejše turiste. Z razširitvijo letališča in gradnjo nekaterih velikih turističnih naselij (med njimi je danes najbolj znana turistična oaza Nusa Dua) se je dotok turistov zelo povečal. Turizem je še vedno najbolj razširjen na južni obali Balija. Kuta se je razvila v mesto z mnogimi hoteli vseh kategorij, hoteli pa so zrasli tudi v naseljih severno od Kute (Legian, Seminjak) in južno od nje (Tuban, Jimbaran), na jugovzhodni obali (Sanur, Benoa, Nusa Dua), pa tudi na težje dostopni severni obali (Lovina, Amed).
Turisti prihajajo zaradi kulture, pa tudi zaradi morja, ki je toplo in na več mestih omogoča surfanje. Večina plaž pa je skoraj neprimerna za kopanje zaradi plitve vode, v zimskih mesecih pa tudi zaradi umazanije, ki pride z rekami v morje. Turisti se zato kopajo predvsem v hotelskih bazenih. Potapljači cenijo severno obalo, kjer je še precej koralnih vrtov in znane razbitine ladij v globinah, ki omogočajo udobno potapljanje, celo z obale.

## Zgodovina
Otok so še v srednjem veku naseljevali stari prebivalci, ki jih danes imenujejo Bali Aga in niso bili hinduisti. Njihovi potomci danes še živijo v nekaterih vaseh na vzhodnem delu otoka. Ob tem, ko so muslimani zavzemali Javo, so se stare javanske hinduistične kraljevske družine selile proti vzhodu in se končno umaknile na Bali, ob tem pa prvotne prebivalce pregnali v gorske predele. Postopno so se v večjih naseljih razvili dvori z lokalnimi kralji, ki so bili zelo spoštovani. Tuji zavojevalci se za Bali sprva niso zelo zanimali, saj so bili privlačnejši začimbni otoki dalje proti vzhodu. Najpomembnejši kolonialni lastniki otoka so bili Nizozemci, ki so vpeljali lastno oblast na otoku. Po osamosvojitvi Indonezije so tudi na Baliju izvedli nekatere politične čistke, od takrat naprej pa do pred kratkim večjih pretresov ni bilo. Oktobra 2002 se je zgodil teroristični bombni napad na plesni klub v kraju Kuta, ki je zahteval smrt več kot 180 ljudi, predvsem turistov iz tujine, tri leta pozneje pa vnovičen napad na restavracije v kraju Kuta in na plaži Jimbaran.